# Gubernetes
Genre
Gubernetes est un genre monotypique de passereaux de la famille des Tyrannidés. Il se trouve à l'état naturel dans le Nord de l'Amérique du Sud.

## Liste des espèces
Selon la classification de référence du Congrès ornithologique international (version 7.3, 2017) :
- Moucherolle yétapa – Gubernetes yetapa (Vieillot, 1818)